# Skogan Peak
Der Skogan Peak ist ein 2662 Meter hoher Berggipfel im Kananaskis Country in den Kanadischen Rocky Mountains in Alberta, Kanada. Der am nächsten gelegene, noch höhere Gipfel ist der Wind Mountain, der etwa 8,8 Kilometer südwestlich liegt. Der Berg liegt im Bow Valley Wildland Provincial Park, welcher hier im Kananaskis Improvement District liegt. Den Skogan Peak kann man vom Highway 40 aus nördlich der Gegend der Kananaskis Village sehen, ebenso von der Gegend des Barrier Lakes.

## Geologie
Der Skogan Peak besteht aus Sedimentgestein, das während des Präkambriums bis zum Jura abgelagert wurde. Dieses in flachen Meeren entstandene Sedimentgestein wurde während der Laramischen Gebirgsbildung nach Osten und über die Spitze jüngeren Gesteins geschoben.

## Klima
Nach der Köppen-Geiger-Klassifikation hat der Skogan Peak ein subarktisches Klima mit kalten, schneereichen Wintern und milden Sommern. Die Wintertemperaturen können unter −20 °C fallen, mit Windchill-Faktoren unter −30 °C. Das Niederschlagswasser des Berges fließt in die Nebenflüsse des Bow Rivers.

## Galerie

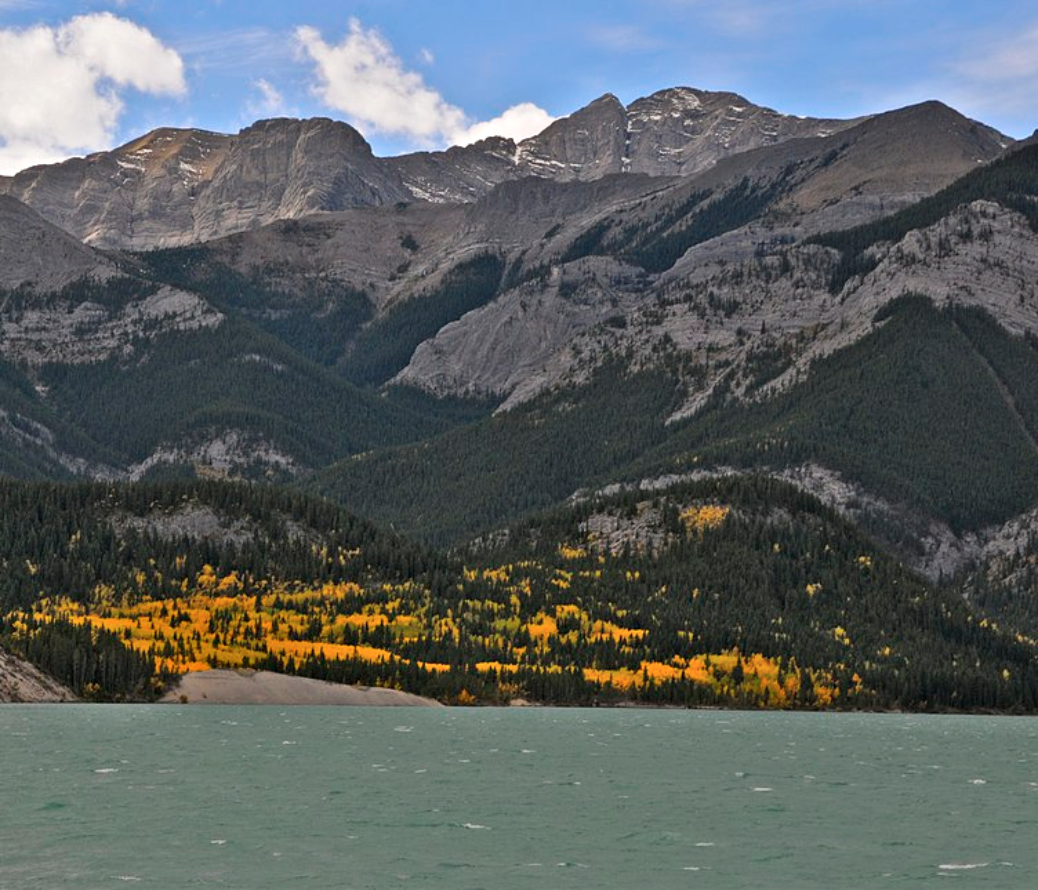
Skogan Peak vom Barrier Lake aus gesehen
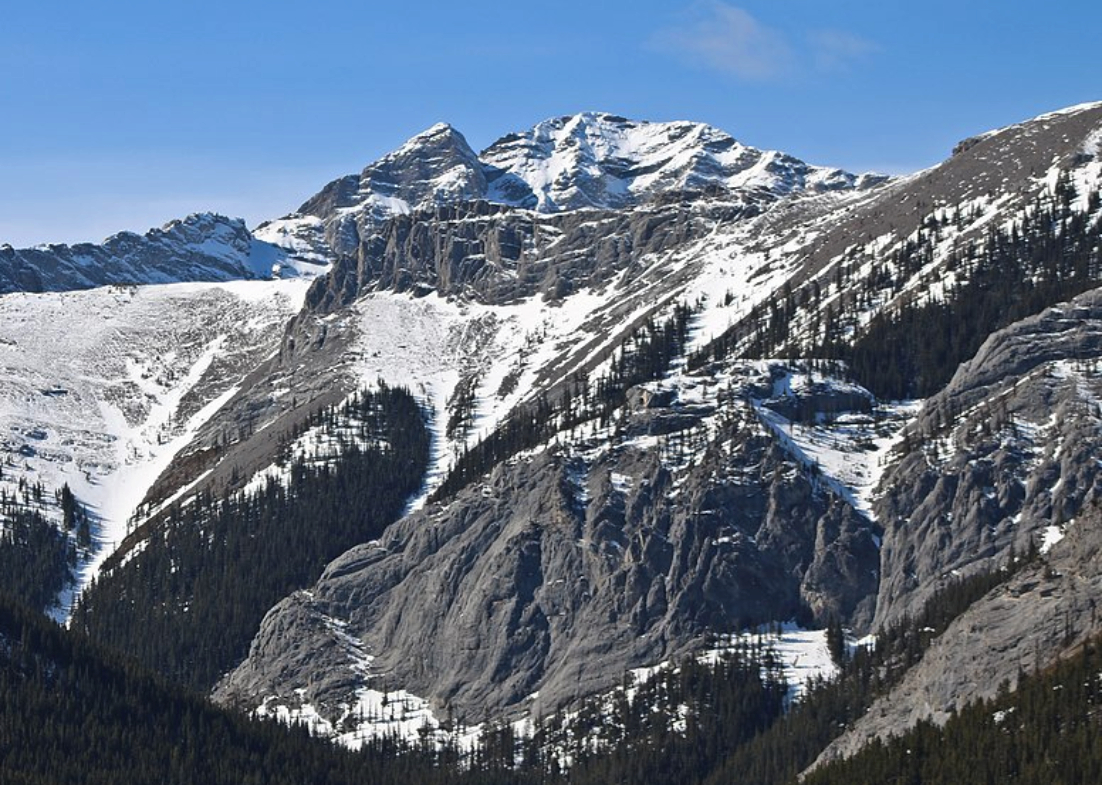
Skogan Peak – Gipfel
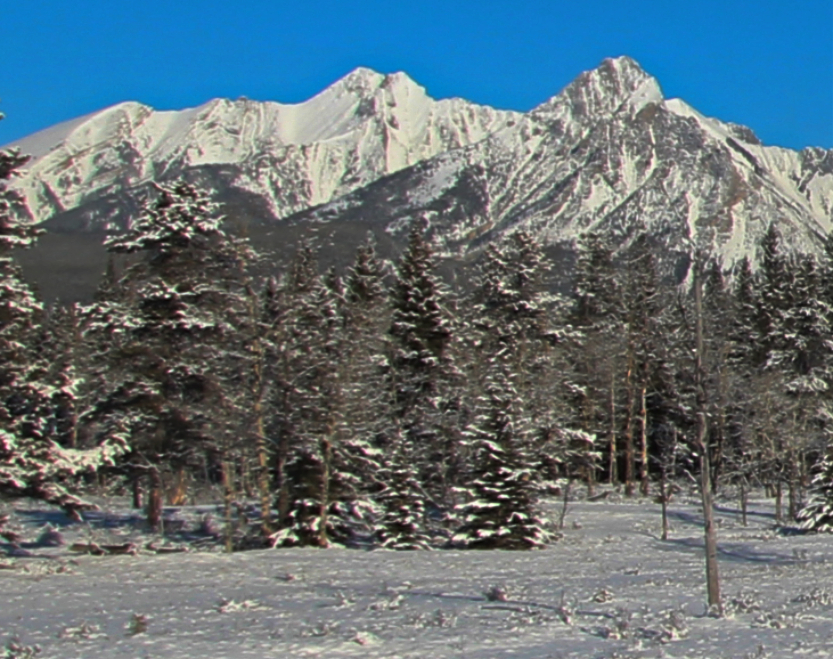
Skogan Peak in der Mitte mit Mount Lorette rechts
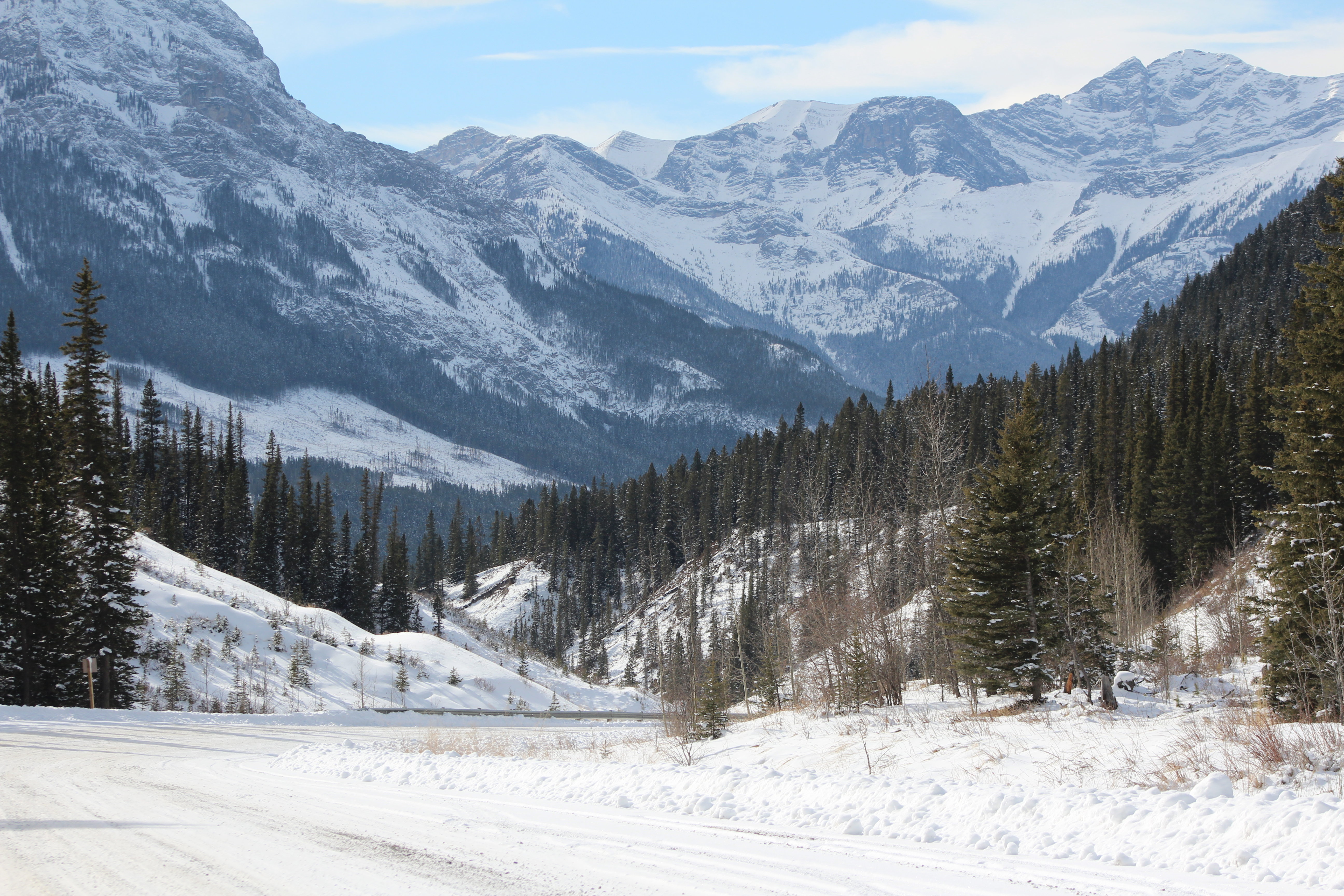
Skogan in der oberen rechten Ecke
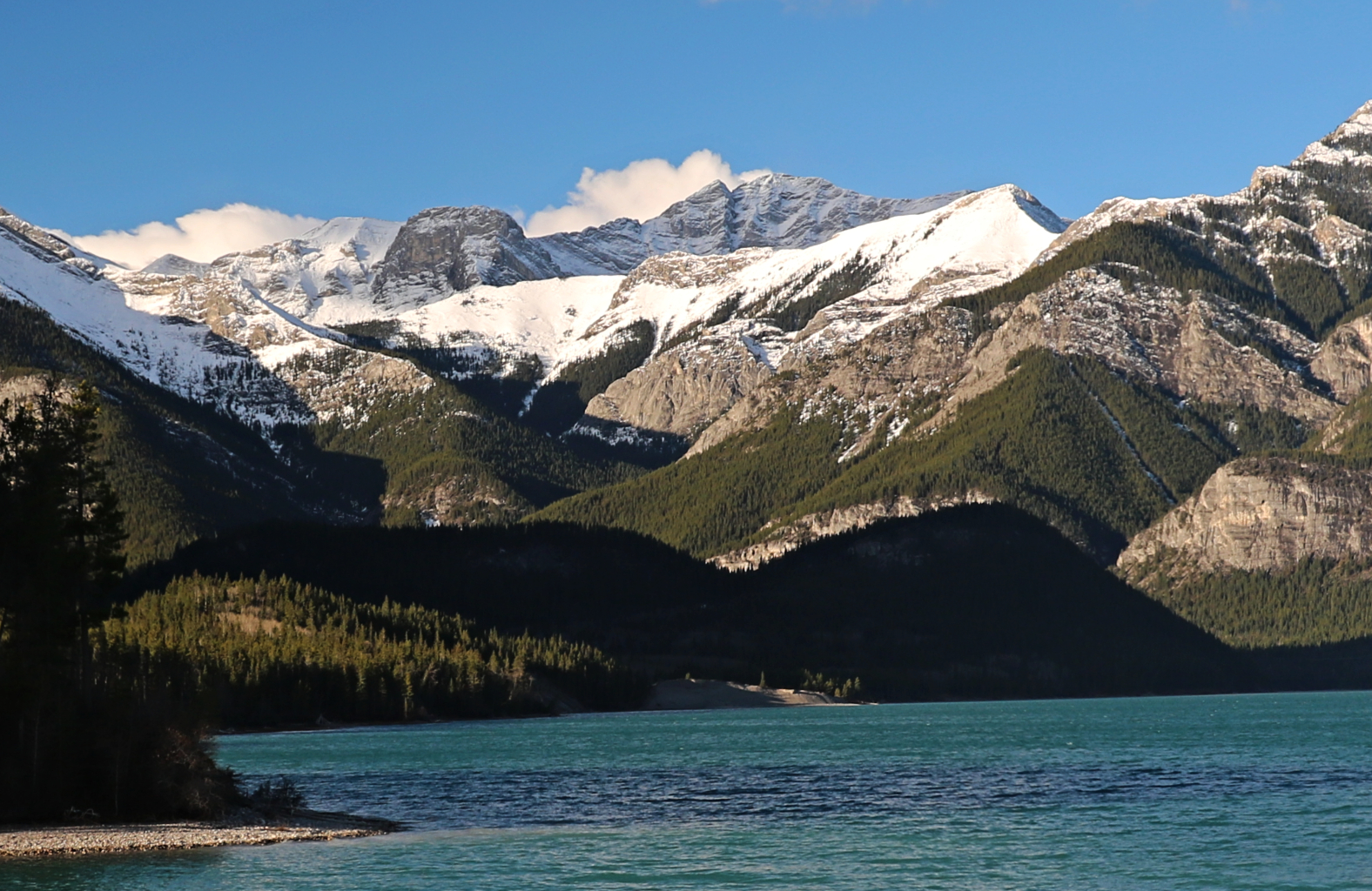
Skogan Peak gesehen vom Barrier Lake
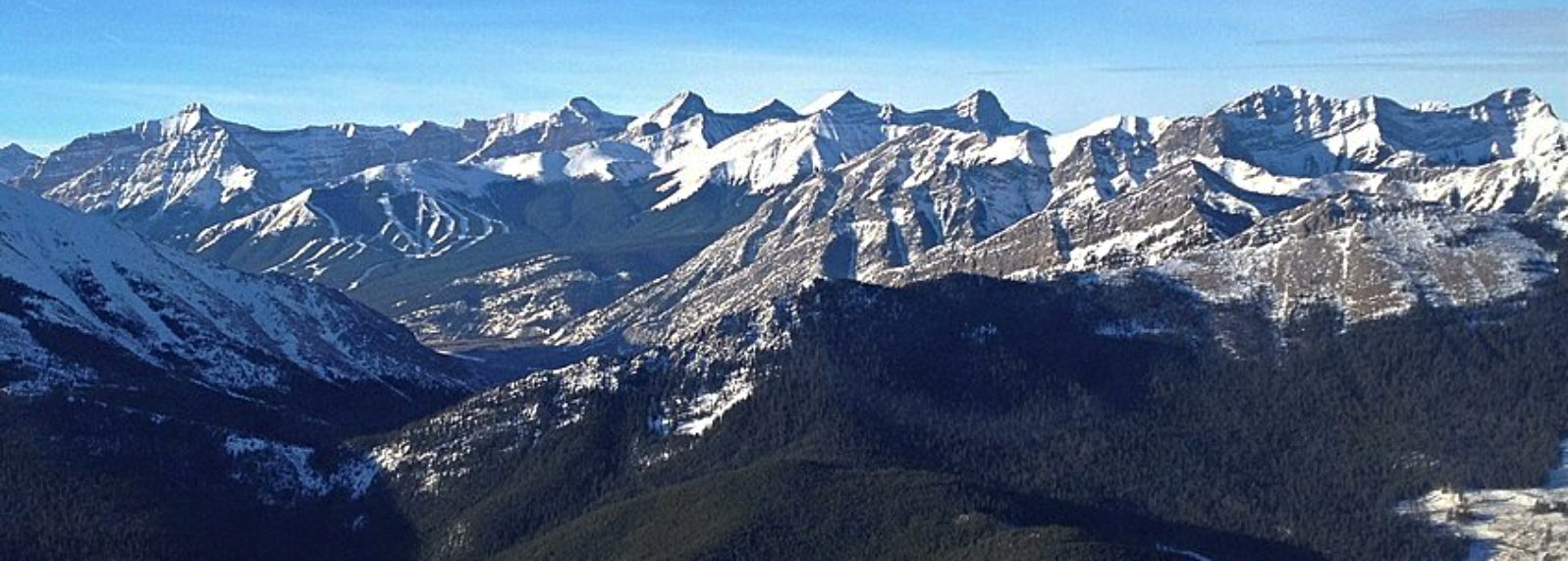
Bogart (links), Lougheed (Mitte), Skogan (rechts)
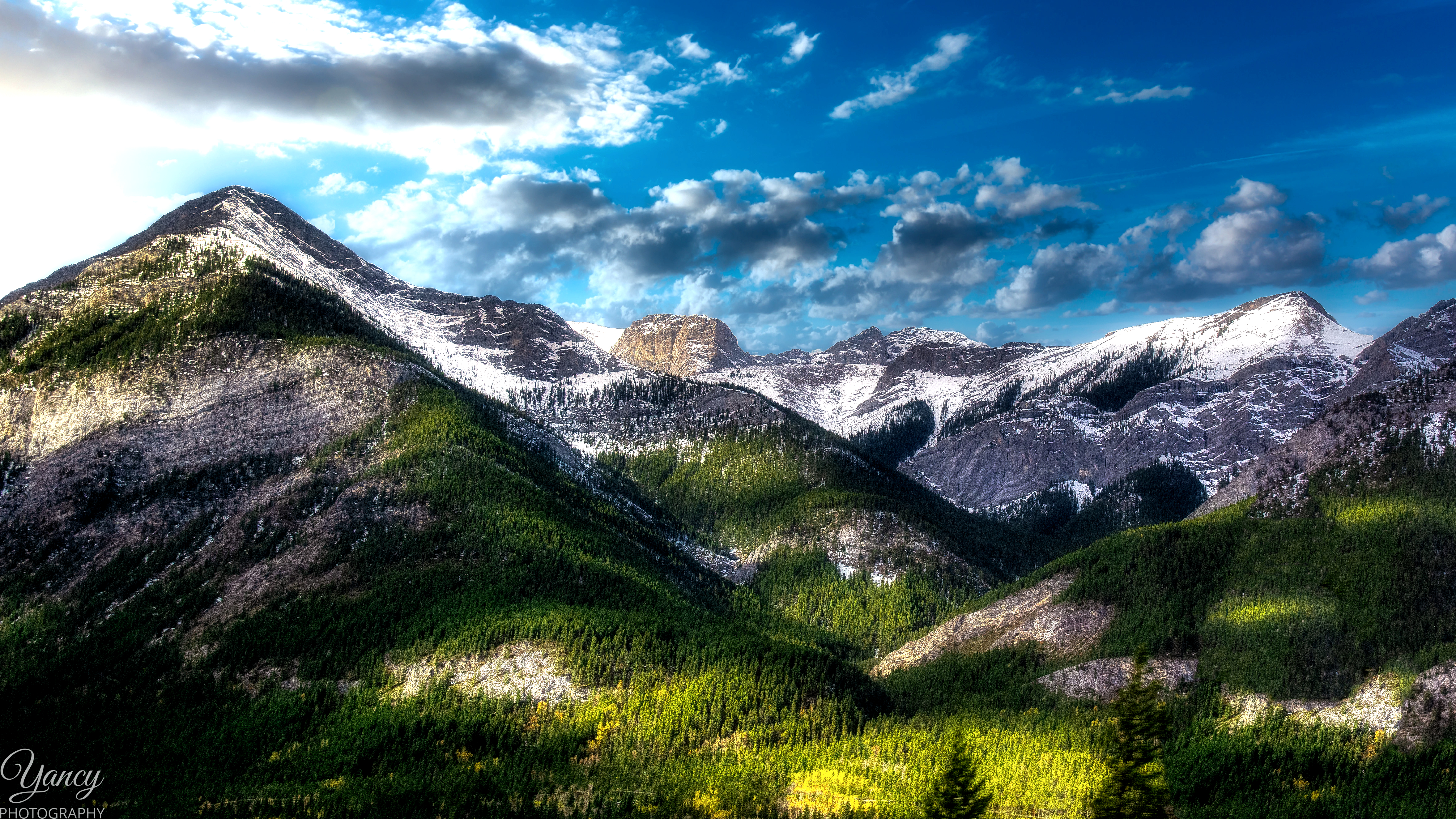
Skogan Peak
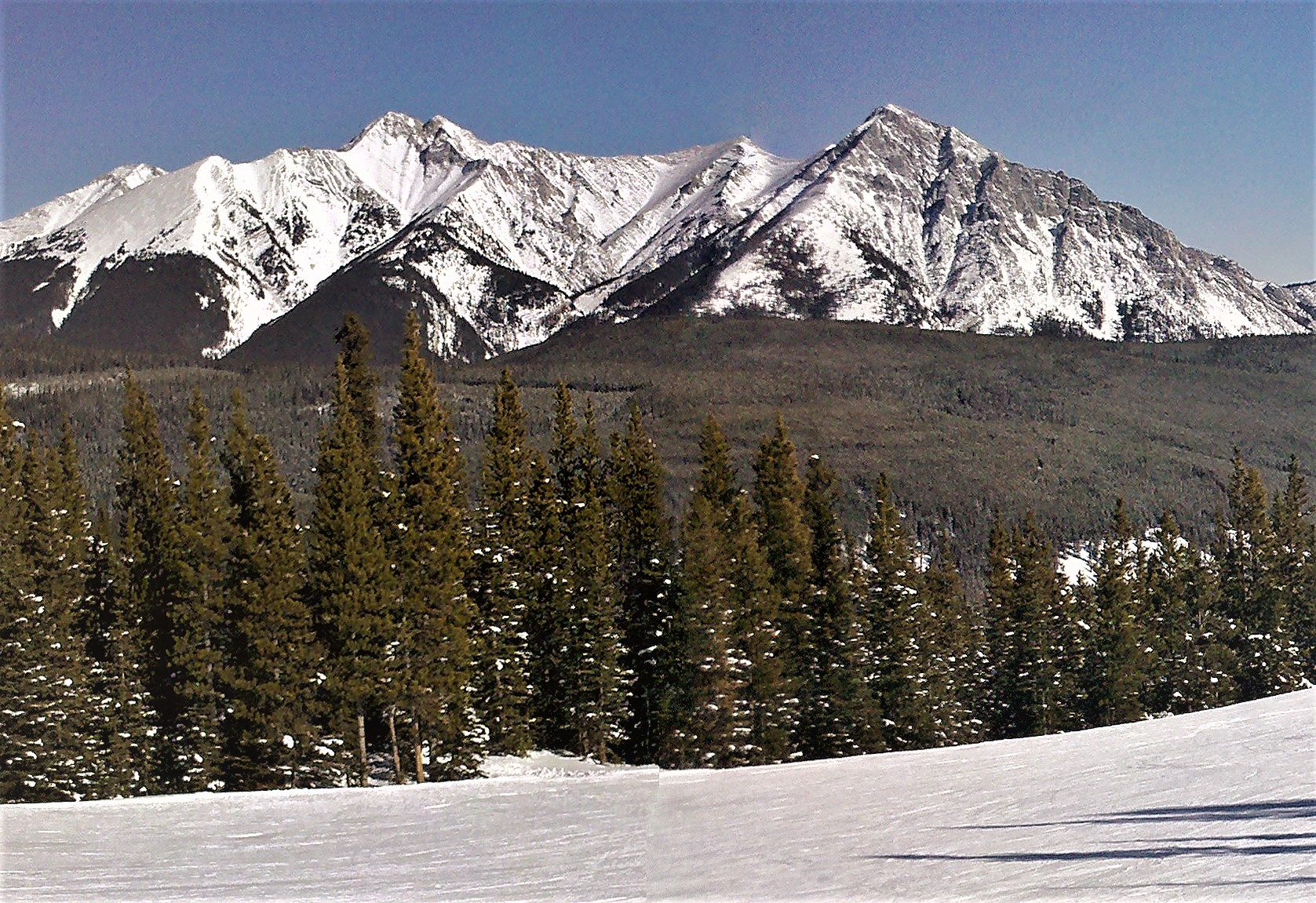
Skogan Peak (links) und Mount Lorette (rechts) gesehen von der Nakiska-Skiregion